# 村组 (缅甸)
村组，另译村区，缅北华人称为“乡”，是缅甸的第4级行政区划，在第三级行政区划镇区之下。截止到2015年8月，缅甸全国共有13,602个村区，涵盖70,838个村。与其平级的第4级行政区划为街区。